# Hiszpania na Letnich Igrzyskach Olimpijskich Młodzieży 2010
Hiszpanię na Letnich Igrzyskach Olimpijskich Młodzieży 2010 w Singapurze reprezentowało 47 sportowców w 14 dyscyplinach.

## Skład kadry

### Badminton
- Carolina Marín - 0-2 w 1/4 finału

### Gimnastyka

#### Gimnastyka artystyczna
- Néstor Abad
- María Paula Vargas

#### Gimnastyka rytmiczna
- Eugenya Onopko

### Judo
- Pedro Rivadulla

### Kajakarstwo
Dziewczęta
- María Elena Monleón
- Anna Boada
- Garazi Bilbao

Chłopcy
- Ander Zabala
- Asier Alonso
- Íñigo García

### Kolarstwo
- Bianca Martín
- Antonio Santos
- Rubén Crespo
- Álvaro Trueba

### Koszykówka
- Francesc Fernández
- Javier Medori
- Lluis Costa
- Mikel Motos

### Lekkoatletyka
- Jennifer Nevado
- Ana Martín-Sacristán
- Laura Izquierdo
- Ariadna Ramos
- Maria Priscilla Shlegel
- Enrique González
- David Morcillo
- Álvaro Martín
- Alejandro Noguera
- Didac Salas

### Łucznictwo
- Miriam Alarcón
- Carlos Rivas

### Pięciobój nowoczesny
- Nuria Chavarría
- Aleix Heredia

### Pływanie
- Anna Aída Martí
- Judit Ignacio
- Claudia Dasca
- Teresa María Gutiérrez
- Adrián Mantas
- Yeray Lebon
- Aitor Martínez
- Eduardo Solaeche

### Podnoszenie ciężarów
- Atenery Hernández - 6 m.

### Taekwondo
- Nagore Irigoien

### Triathlon
- Anna Godoy - 11 m.
- Diego Paz - 20 m.

### Żeglarstwo
- Lara Lagoa
- Martí Llena